# Pascal Keiser
Pascal Keiser (né en 1967 en Belgique) est directeur de théâtre, directeur de festival et commissaire d'expositions.

## Biographie
Pascal Keiser naît en 1967 à La Hestre, dans la province de Hainaut en Belgique francophone. Issu d’un milieu modeste, de père ouvrier et d’une mère issue de l’immigration italienne, il n’a pas accès dans cette région et son enfance à la culture. Cette situation de départ oriente son travail par la suite contre ce qu’il appelle « le déterminisme social dans la culture ».

## Vie professionnelle

### Théâtre et spectacle vivant
En 2001, il fonde La Manufacture | Collectif Contemporain à Avignon : une plateforme de diffusion de la création contemporaine qui développe une programmation engagée et favorise les liens entre artistes et habitants du territoire, notamment en périphérie d’Avignon à Saint-Chamand. Le projet, indépendant mais centré sur le théâtre public, défend de nouvelles propositions de gouvernance à partir d’un collectif d’artistes (2008-2012), et surtout des formes hybrides dont il permet la diffusion nationale et internationale.
Lieu référent dans le Festival Off, La Manufacture a révélé de jeunes artistes qui ont par la suite été programmés au Festival d’Avignon comme Fabrice Murgia, le Raoul Collectif, David Murgia, Stereoptik, Anne-Cécile Van Daelem, Matthieu Roy, Ontroegend Goed, ou François Gremaud.
De 2004 à 2014, Pascal Keiser a été vice-président du conseil d’administration des Halles de Schaerbeek, l’un des principaux lieux culturels européens à Bruxelles.

### Culture et numérique
De 2004 à 2012, il fonde et dirige le CECN à Mons, programme franco-belge pour la culture et la technologie, qui fédère notamment Le Manège (scène Nationale de Maubeuge et le manège.Mons) une de scènes transfrontalières historiques européennes, Le Fresnoy Studio National des Arts Contemporains, ou encore Charleroi Danses. Ce centre forme de jeunes artistes et compagnies aux technologies numériques via des résidences ou des ateliers menés par des professionnels comme les équipes de Denis Marleau ou Marie Brassard.
De 2007 à 2017, il dirige le centre de formation aux technologies numériques Technocité à Mons, dans lequel il développe des cursus spécifiques pour les artistes.
En 2015, il co-fonde avec le Festival d’Avignon et l’Université d’Avignon, la French Tech Culture, le label national culture et numérique du gouvernement français.
En 2017, à la demande de Didier Fusillier, président du Parc de La Villette, il réalise le commissariat artistique du projet de musée numérique intégré dans les Micro-Folies, présentant des chefs-d’œuvre numérisés de plusieurs musées nationaux français dont Le Musée du Louvre, le Centre Pompidou, le Musée National Picasso, la Philharmonie de Paris, le château de Versailles, et du Festival d’Avignon dans une scénographie innovante. Inauguré dans le quartier des Beaudottes à Sevran, le concept des Micro-Folies a été présenté par le Festival d’Avignon à La FabricA fin 2017 et est depuis en déploiement national et mondial.
Depuis 2016, il est membre du comité de coordination du programme S+T+ARTS Residencies de la Commission européenne, piloté par l’Ircam/Centre Pompidou, qui organise des résidences d’artistes au sein des principaux laboratoires d’innovation technologique européens.

### Exposition universelle Shanghai 2010
À l’occasion de l’Exposition universelle de Shanghai, Pascal Keiser se voit confier le commissariat des expositions du pavillon belge (qui totalisera plus de 5 millions de visiteurs), dans lequel il développe des installations innovantes à partir d’outils numériques tels que le 3D relief ou encore l'incrustation en temps réel.

### Mons 2015
Pascal Keiser a dirigé le programme numérique de Mons 2015. L’association entre technologie et culture, combinée à la montée en compétences des publics et des artistes et au développement économique du territoire, axe principal du projet, était pour la première fois mis en avant par une capitale européenne de Culture,.
L’équipe de Mons 2015 a reçu le prix Mélina Mercouri Capitale Européenne de la culture pour la qualité de son projet.
Dans le cadre de Mons 2015, il conçoit le projet Café Europa : un réseau de 12 cafés connectés pour la première fois par un système de murs-écrans à travers l’Europe avec activités partagées entre citoyens et artistes. Ce projet relie entre autres des Européens de Kaliningrad, Sarajevo, Riga, San Sebastian à ceux de Mons.

### Festival d'Avignon
En 2020, Pascal Keiser est nommé Président de la filiale du Festival d'Avignon FXP - Festival Experiences. Ce projet développe de nouveaux contenus et de nouveaux formats : classes d'art (masterclasses), valorisation des archives, évènements « live » à partir des créations et des artistes du Festival d'Avignon, diffusés en France et dans le monde,.

### Bourges 2028
En décembre 2021, il est nommé Commissaire Général de Bourges 2028 pour porter la candidature de Bourges, du Cher et de la Région Centre-Val de Loire au titre de Capitale européenne de la Culture 2028.
Le 3 mars 2023, Bourges a été choisie avec les villes de Clermont-Ferrand, Montpellier et Rouen pour la sélection finale au titre de Capitale européenne de la Culture 2028.
Le 13 décembre 2023, Bourges 2028 s’est vu décerner le titre de Capitale européenne de la Culture 2028,, par le panel d’experts européens, titre qu’elle assumera avec les villes de České Budějovice pour la République Tchèque et Skopje pour la Macédoine du Nord. Le projet est construit sur un modèle alternatif mettant en avant les villes à taille humaine en France et en Europe, des gouvernances citoyennes notamment sur le principe du tirage au sort, un modèle bas carbone pour les mobilités des publics à travers l’Europe et dans la ruralité, la définition d’un budget carbone global pour l'évènement et moyen par visiteur, la création de droits pour la nature et la mise en place d’une cité européenne des artistes, centre ressource pour accompagner la création pan-européenne, projet héritage de Bourges 2028.

### Positionnement et engagement
Dans ses projets liés à la société numérique, Pascal Keiser défend l'appropriation des nouvelles technologies par les artistes et le public pour développer un « imaginaire collectif européen » et s'émanciper des géants du web. Il fait la promotion de ce qu'il appelle les "technologies chaudes" : une approche sociale et non-marchande des outils numériques pour créer du lien sur les territoires et développer l'accès à la culture.
Dans le cadre de Bourges 2028, il promeut par le biais d'un grand projet culturel les villes petites et moyennes comme moteurs de l'innovation sociétale en France et en Europe au 21e siècle, notamment sur les sujets des objectifs climat des Accords de Paris ou des nouvelles gouvernances répondant à la crise de la représentativité,.

## Publication
- Pascal Keiser et la Manufacture, entretien avec Émile Lansman, éditions Lansman, 2007  (ISBN 978-2-87282-603-2).

## Sources et références
1. ↑  « Pascal Keiser, ingénieux en chef de la Manufacture », sur Libération.fr, 20 juillet 2017 (consulté le 27 janvier 2020)
2. ↑  « Avignon 2018. "La Manufacture" : plus internationale que belge », sur RTBF Culture, 28 juillet 2018 (consulté le 27 janvier 2020)
3. ↑  « Les Belges qui font le Festival d'Avignon », sur L'Echo, 9 août 2016 (consulté le 27 janvier 2020)
4. ↑  Espace francophone, « Pascal Keiser, les passerelles de la culture », sur www.tvfrancophonie.org (consulté le 27 janvier 2020)
5. ↑  Michel Troadec, « Festival. La Manufacture emblématique du off d’Avignon », sur Ouest-France.fr, 10 juillet 2018 (consulté le 27 janvier 2020)
6. ↑  « CECN Magazine - Centre des Ecritures Contemporaines et Numériques », sur Platform for Arts Science Research & Technology, 27 avril 2017 (consulté le 27 janvier 2020)
7. ↑  « Avignon-Provence French Tech Culture, le triangle d'or de la culture numérique », sur Usine digitale, 3 juillet 2015
8. ↑  « Une « Micro-Folie » culturelle sort de terre à Sevran », Le Monde.fr,‎ 16 janvier 2017 (lire en ligne, consulté le 27 janvier 2020)
9. ↑  « Un musée numérique dans ma cité : en Seine-Saint-Denis, Sevran ouvre sa "Micro-Folie" », sur Franceinfo, 21 janvier 2017 (consulté le 27 janvier 2020)
10. ↑  « Le centre culturel 2.0 débarque ce week-end à Molenbeek », sur L'Echo, 14 décembre 2018 (consulté le 27 janvier 2020)
11. ↑  « Franck Riester, ministre de la Culture, annonce le déploiement de 1 000 Micro-Folies d’ici 2022 », sur www.culture.gouv.fr (consulté le 27 janvier 2020)
12. ↑  (es) Chus Neira, « Arte contra la neutralidad de la Red », El País,‎ 24 décembre 2017 (ISSN 1134-6582, lire en ligne, consulté le 27 janvier 2020)
13. ↑  Lou Benoist, « Métiers numériques : « L’éthique va prendre une place beaucoup plus importante » », sur Libération.fr, 19 juin 2013 (consulté le 27 janvier 2020)
14. ↑  « L’art, moteur de l’économie », sur SudOuest.fr (consulté le 27 janvier 2020)
15. ↑  « Mons 2015 - Le "Café Europa" a officiellement ouvert ses portes jeudi à Mons », sur RTBF Culture, 13 mars 2015 (consulté le 27 janvier 2020)
16. ↑  « Pascal Keiser | Institut français », sur www.institutfrancais.com (consulté le 9 janvier 2022)
17. ↑  Carolina Tomaz, « Paul Rondin : « Le Festival d’Avignon est la marque du théâtre et de l’exigence populaires » », sur Et demain notre ADN, 13 juillet 2020 (consulté le 9 janvier 2022)
18. ↑  « "Festival Expériences, un espace de dématérialisation et de partage à travers de nouvelles formes d’expériences individuelles ou collectives." Paul Rondin », sur TMNlab, 19 juillet 2020 (consulté le 9 janvier 2022)
19. ↑  « La candidature de Bourges au titre de capitale européenne de la culture 2028 se structure », sur France 3 Centre-Val de Loire (consulté le 9 janvier 2022)
20. ↑  (en) « Four cities short-listed for European capital of culture 2028 in France | Culture and Creativity », sur culture.ec.europa.eu (consulté le 9 janvier 2024)
21. ↑  « Bourges, Capitale européenne de la Culture 2028 », sur www.culture.gouv.fr (consulté le 9 janvier 2024)
22. ↑  Valentin Ledroit, « Bourges désignée capitale européenne de la culture en 2028 », sur Touteleurope.eu, 14 décembre 2023 (consulté le 9 janvier 2024)
23. ↑  (en) « Bourges to be the European Capital of Culture 2028 in France | Culture and Creativity », sur culture.ec.europa.eu (consulté le 9 janvier 2024)
24. ↑  « Bourges, pour un modèle alternatif et bas carbone : épisode. 3/4 du podcast Capitale européenne de la culture 2028 », sur France Culture (consulté le 9 janvier 2024)
25. ↑  « La conquête de la culture dans les quartiers défavorisés | Pascal Keiser | TEDxAvignon » (consulté le 27 janvier 2020)
26. ↑  « “Oser un choix humain !” : un collectif défend Bourges comme Capitale européenne de la culture », sur www.telerama.fr, 8 décembre 2023 (consulté le 9 janvier 2024)
27. ↑  « Capitale européenne de la culture 2028 : ville candidate, Bourges veut devenir « un laboratoire d’idées et d’innovations » », sur Connaissance des Arts, 27 septembre 2022 (consulté le 9 janvier 2024)